# 佩爾什鎮區 (密蘇里州布恩縣)
佩爾什鎮區（英語：Perche Township）是位於美國密蘇里州布恩縣的一個行政鎮區。

## 地方資料
佩爾什鎮區的面積為215.53平方千米，當中陸地面積為215.04平方千米，而水域面積為0.48平方千米。根據2020年美國人口普查的數據，當地共有人口4095人，而人口密度為每平方千米19人。